# Veckan med Camilla och Leif GW
Veckan med Camilla och Leif GW är ett svenskt samhällsprogram med fokus på kriminalitet. Programmet, som hade premiär den 14 augusti 2024 i SVT1, leds av Camilla Kvartoft och Leif G.W. Persson.